# 山岩黄芪
山岩黄芪（学名：Hedysarum alpinum）是一种豆科植物。这种植物在中国分布于东北、内蒙古和新疆，此外，蒙古、朝鲜、日本及北美洲也有分布。